# Сіхерес
Сіхерес (ісп. Sigeres) — муніципалітет в Іспанії, у складі автономної спільноти Кастилія-і-Леон, у провінції Авіла. Населення — 62 особи (2010).
Муніципалітет розташований на відстані близько 110 км на північний захід від Мадрида, 25 км на північний захід від Авіли.

## Демографія
Динаміка населення (INE ):